# Хайме Морено Чорчарі
Хайме Морено Чорчарі (ісп. Jaime Moreno Ciorciari, нар. 30 березня 1995, Пуерто-ла-Крус) — нікарагуанський футболіст, нападник нікарагуанського клубу «Дір'янхен» та національної збірної Нікарагуа.

## Клубна кар'єра
Народився 30 березня 1995 року в місті Пуерто-ла-Крус. Вихованець футбольної школи клубу «Депортіво Ансоатегі». Дорослу футбольну кар'єру розпочав 2012 року в основній команді того ж клубу, в якій провів два сезони, взявши участь у 37 матчах чемпіонату. 17 червня 2014 року був відданий в оренду в кіпрський АЕЛ, але до кінця року так не зіграв за клуб жодної гри.
27 січня 2015 року Морено підписав трирічну угоду з іспанською «Малагою», і став виступати за резервну команду «Атлетіко Малагеньйо». Відіграв за дублерів клубу з Малаги 69 матчів і забив 36 голів у Терсерії. Також на правах оренди виступав за інші іспанські клуби «Ель Пало», «Культураль Леонеса» та «Лорка» з Сегунди Б, третього дивізіону країни.
24 серпня 2018 року Чорчарі підписав повноцінний контракт з іспанським клубом «Інтер де Мадрид», але зіграв лише 8 ігор у Сегунді Б і наступного року повернувся до Венесуели у клуб «Депортіво Лара».
Сезон 2019/20 Чорчарі провів виступаючи за «Реал Естелі», з яким став чемпіоном Нікарагуа, потім недовго виступав за венесуельський «Естудіантес де Меріда», а з 2020 року став гравцем нікарагуанського «Дір'янхена». Станом на 23 лютого 2021 року відіграв за команду з Дір'ямби 7 матчів в національному чемпіонаті.

## Виступи за збірні
Виступав у складі юнацької (U-17) та молодіжної збірної Венесуели. У складі останньої виступав на молодіжному чемпіонаті Південної Америки 2015 року, де забив 1 гол у 3 іграх.
2016 року Хайме Морено вирішив виступати за національну збірну Нікарагуа , оскільки його батько був вихідцем з цієї країни. Дебютував 30 грудня в товариській грі проти Тринідаду і Тобаго (1:3), а на початку наступного року поїхав з командою і на Центральноамериканський кубок, що пройшов у Панамі. Там Чорчарі зіграв 4 гри і посів з командою 5 місце.